# De Gulden Hopsack

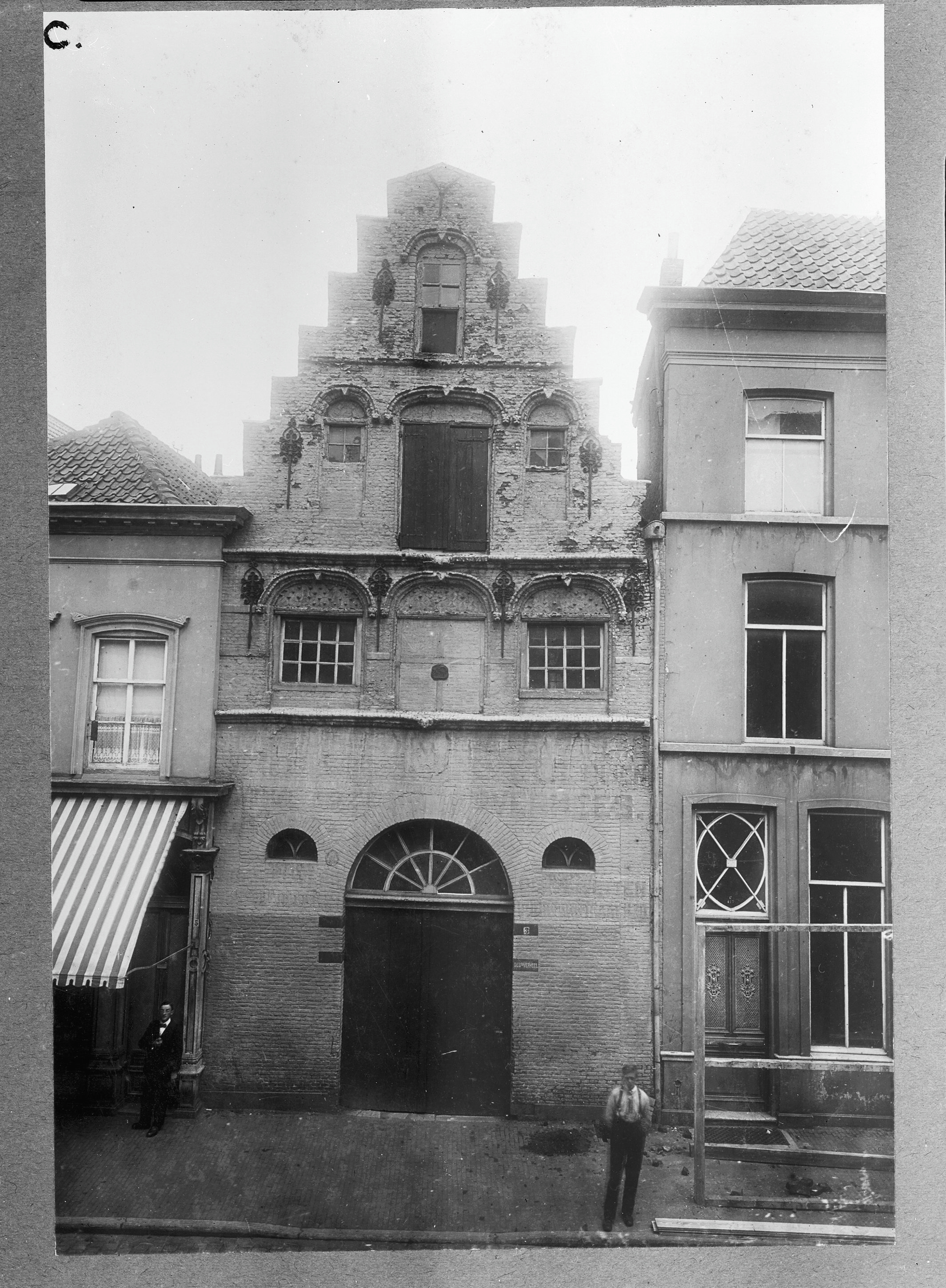
1924

Het gebouw aan de Orthenstraat 3 in 's-Hertogenbosch staat bekend als De Gulden Hopsack. Het gebouw is op 5 oktober 1965 ingeschreven als rijksmonument.

## Geschiedenis
De geschiedenis van dit gebouw begint in 1619, en eigenlijk nog iets eerder: in 1619 verving het huidige stenen pand het vorige houten pand. Daarbij zijn onder meer de oudere kelders bewaard gebleven. De bouw van het pand werd gedaan met subsidie van het stadsbestuur. Dat wilde stadsbranden voorkomen door houten panden te vervangen door stenen. 
Sinds 1619 is De Gulden Hopsack eeuwenlang gebruikt door bierbrouwers en wijnkopers. 
In de twintigste eeuw is het pand tweemaal gerestaureerd: in de jaren twintig op initiatief van de gemeente 's-Hertogenbosch, waarbij ook de onderpui gewijzigd werd, en in de jaren zestig vanwege de aanstaande verhuizing van Van Lanschot Bankiers naar dit pand.

## Gevelrij
De gevels van De Gulden Hopsack en de aangrenzende gebouwen Orthenstraat 1 en Hooge Steenweg 29 vormen samen een gevelrij; in deze gevelrij is een poortje waardoor men de achtergelegen stegen kan bereiken. Tot 2014 had Van Lanschot Bankiers alle drie de gebouwen in gebruik als hoofdkantoor.